# Abbazia di Savigny
L'abbazia di Savigny è un'antica abbazia normanna fondata nel XII secolo da san Vitale come monastero doppio. Qualche decennio dopo l'abbazia entrò nell'Ordine di San Benedetto. Dopo uno sviluppo notevole, con le guerre di religione francesi, l'abbazia subì saccheggi e distruzioni che la portarono alla decadenza. Abolita e confiscati edifici e beni rimasti dalla Rivoluzione francese, l'abbazia terminò la sua vita alla fine del XVIII secolo ed oggi ne rimangono solo più le rovine.

## Storia
San Vitale, nato verso il 1050 a Tierceville, presso Bayeux, fu cappellano di Roberto di Mortain e canonico della collegiale di Mortain.
I suoi talenti e le sue notevoli qualità gli valsero una meritata reputazione. Il romitaggio che aveva creato a Dompierre en Mantilly (conformemente ai suoi gusti di ritiro spirituale) non era più sufficiente per i suoi numerosi seguaci.
Egli fondò quindi l'abbazia di Savigny, al centro di una foresta selvaggia, su un terreno dono di Raoul de Fougères, signore di Fougères (1112) Raoul si era ammalato gravemente ma le preghiere di Vitale lo salvarono. Fu subito eretta una chiesa in legno ed alcuni edifici circostanti: si trattava di un monastero doppio, una comunità maschile e, a circa 500 passi, una comunità monastica femminile, alla cosiddetta Prise aux Nonnes, all'ingresso della foresta.
Nel 1120 le monache si spostarono al priorato della Blanche (o abbaye Blanche), presso Mortain, fondato dalla sorella di San Vitale, santa Adelina.
L'abbazia si sviluppò rapidamente e san Vitale morì nel 1122, dopo aver fondato tre nuove case monastiche (i suoi successori ne fondarono 26, tra Francia ed Inghilterra).
L'abbazia di Savigny, con il concilio di Reims, tenutosi nel 1148, s'unì all'Ordine Cistercense del quale adottò usi e regola monastica.
Nel 1200 fu terminata la sontuosa chiesa abbaziale, ancora in piedi nel 1789. L'arcivescovo di Rouen la consacrò nel 1220.
Cinque religiosi di quest'abbazia salirono all'onore degli altari: 
- san Vitale;
- san Goffredo;
- san Pietro d'Avranches;
- san Guglielmo;
- sant'Hamon

ai quali si può aggiungere santa Adelina, sorella di San Vitale, che fondò l'abbazia di Mortain.
La traslazione delle loro reliquie ebbe luogo di fronte a 100.000 persone nel 1248.
Nel 1172 il re d'Inghilterra Enrico II v'incontrò gli emissari di papa Alessandro III a seguito dell'assassinio di Thomas Becket.
Nel 1256 San Luigi si recò in visita all'abbazia. 
Pierre-Daniel Huet, vescovo d'Avranches, vi si recò nel 1696.
Nel 1562 l'abbazia subì il saccheggio da parte dei calvinisti, il che costituì un grave colpo per il monastero, che da allora cominciò il suo declino. Essa verrà ancora saccheggiata e data alle fiamme dai seguaci protestanti di Gabriele I di Montgomery.
La Rivoluzione del 1789 espulse i monaci e successivamente un vandalismo cupido portò alla distruzione di quest'importante capolavoro. La mobilia fu venduta e gli edifici distrutti per essere utilizzati come cave di pietra.

## Immagini delle rovine

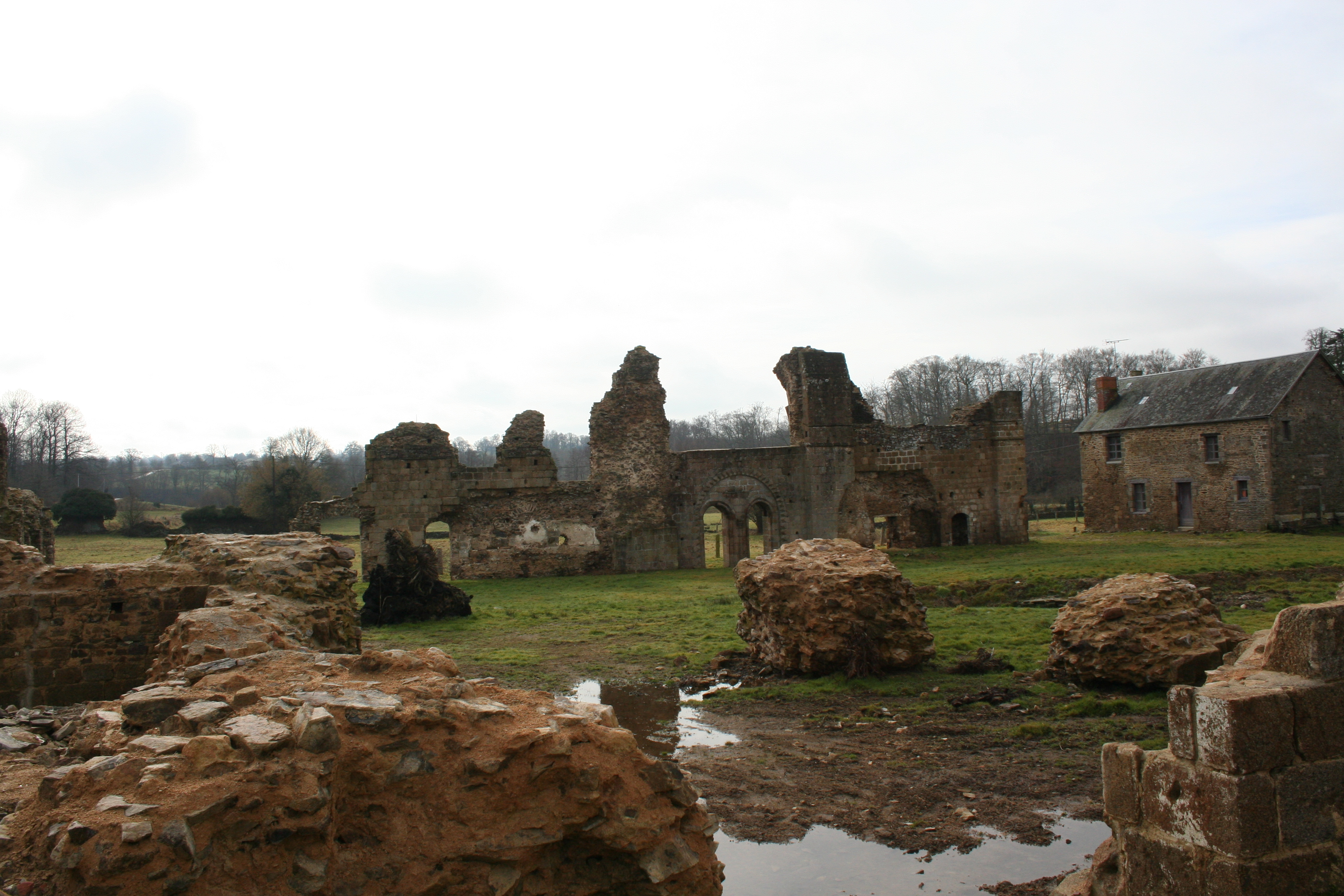
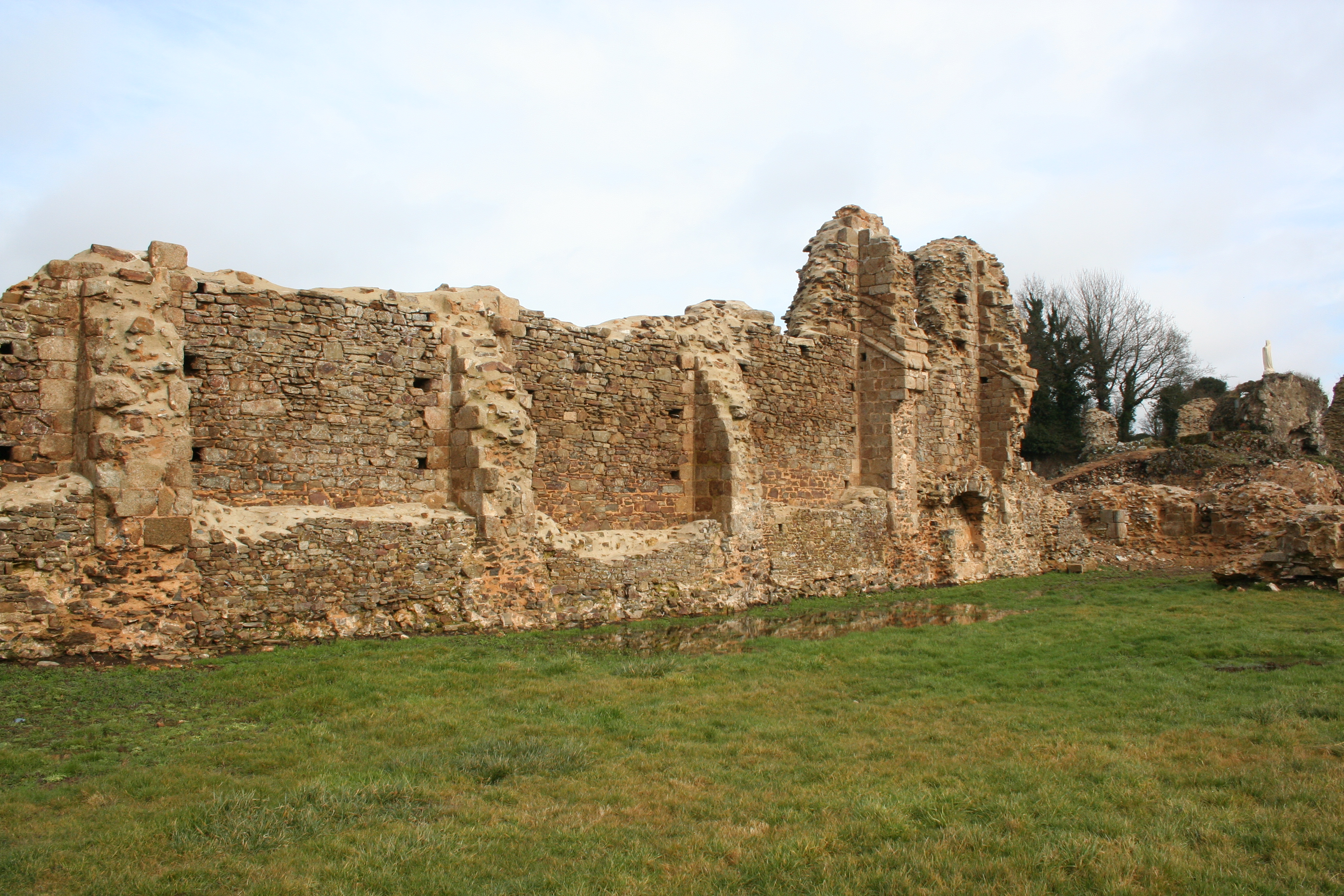
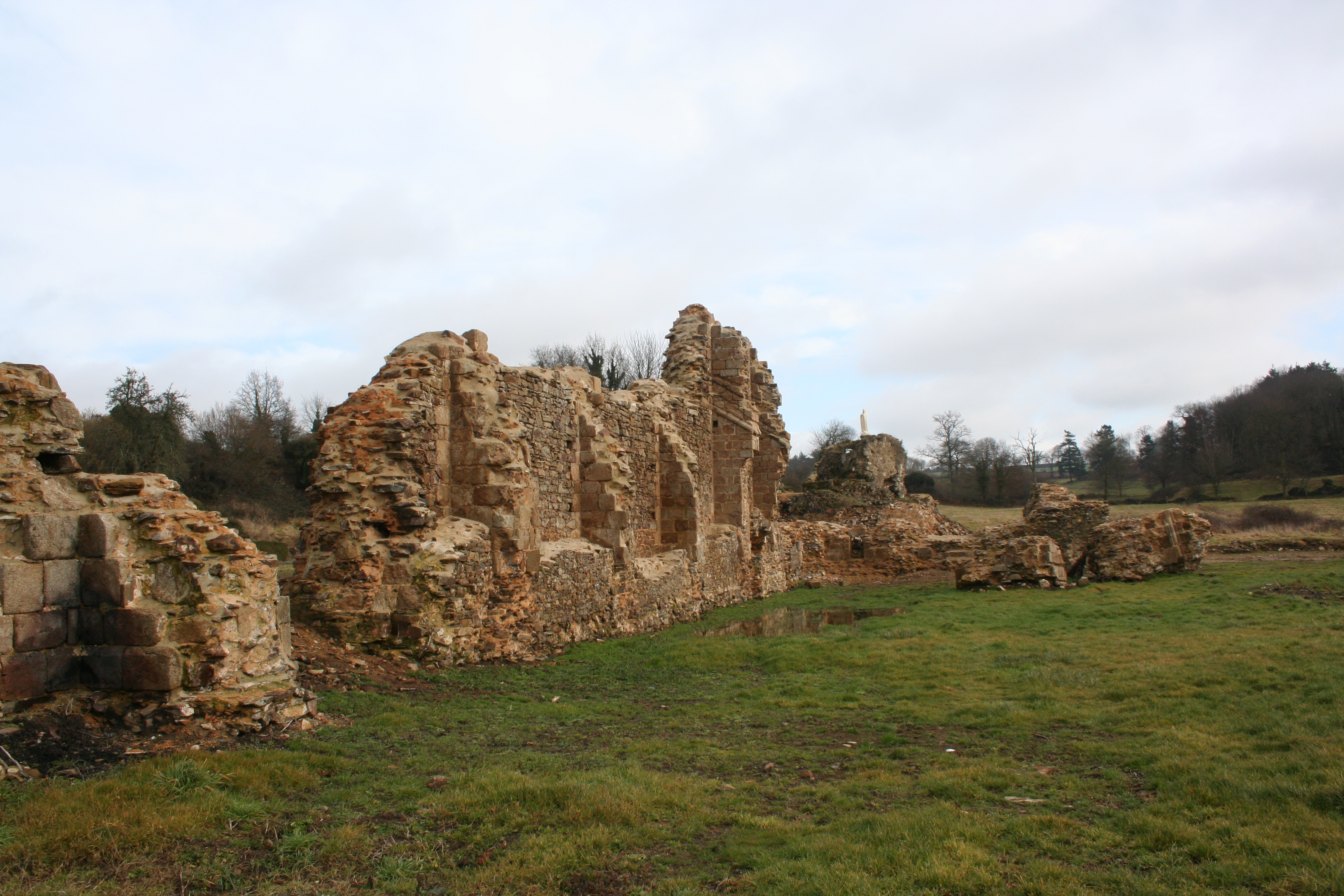
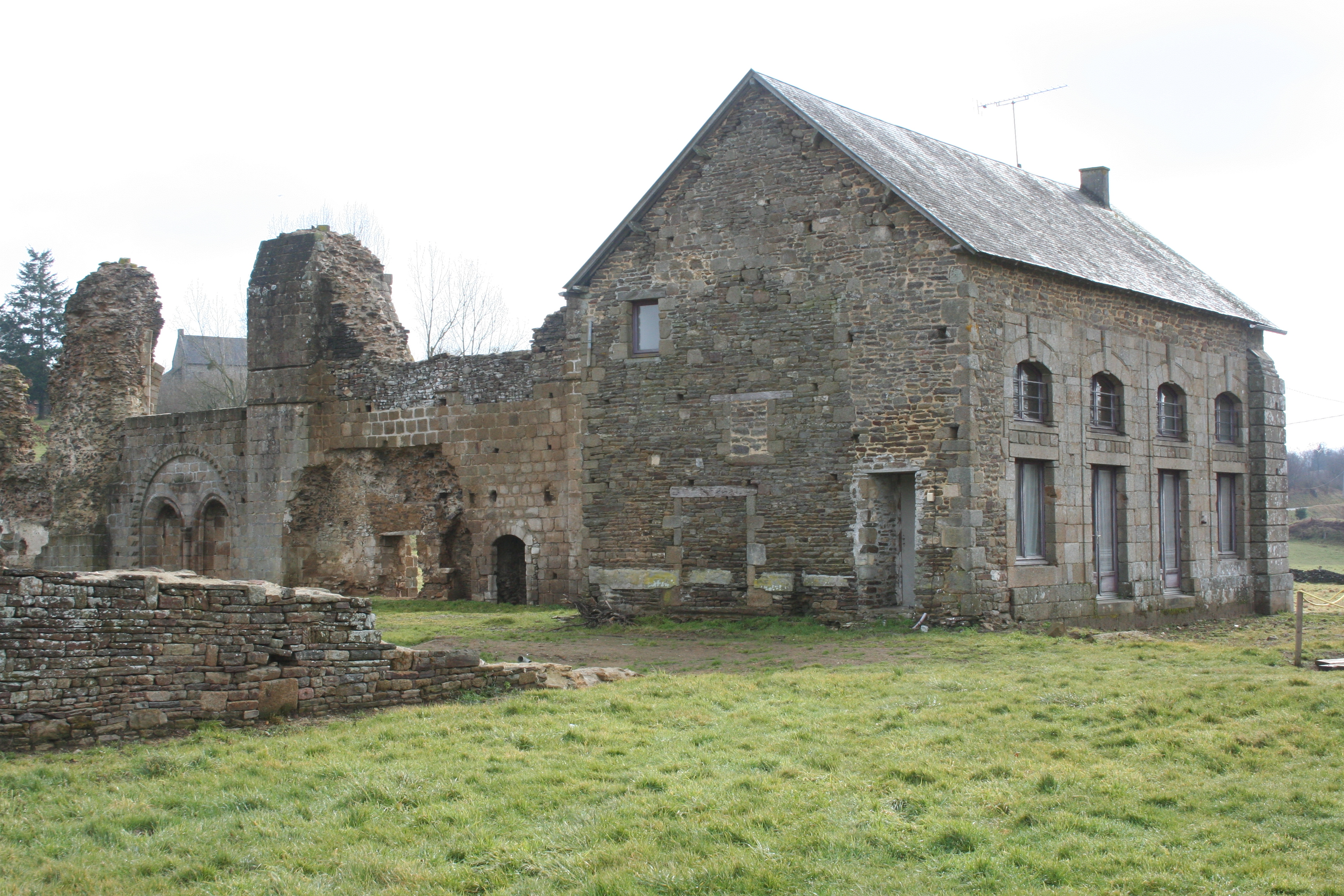
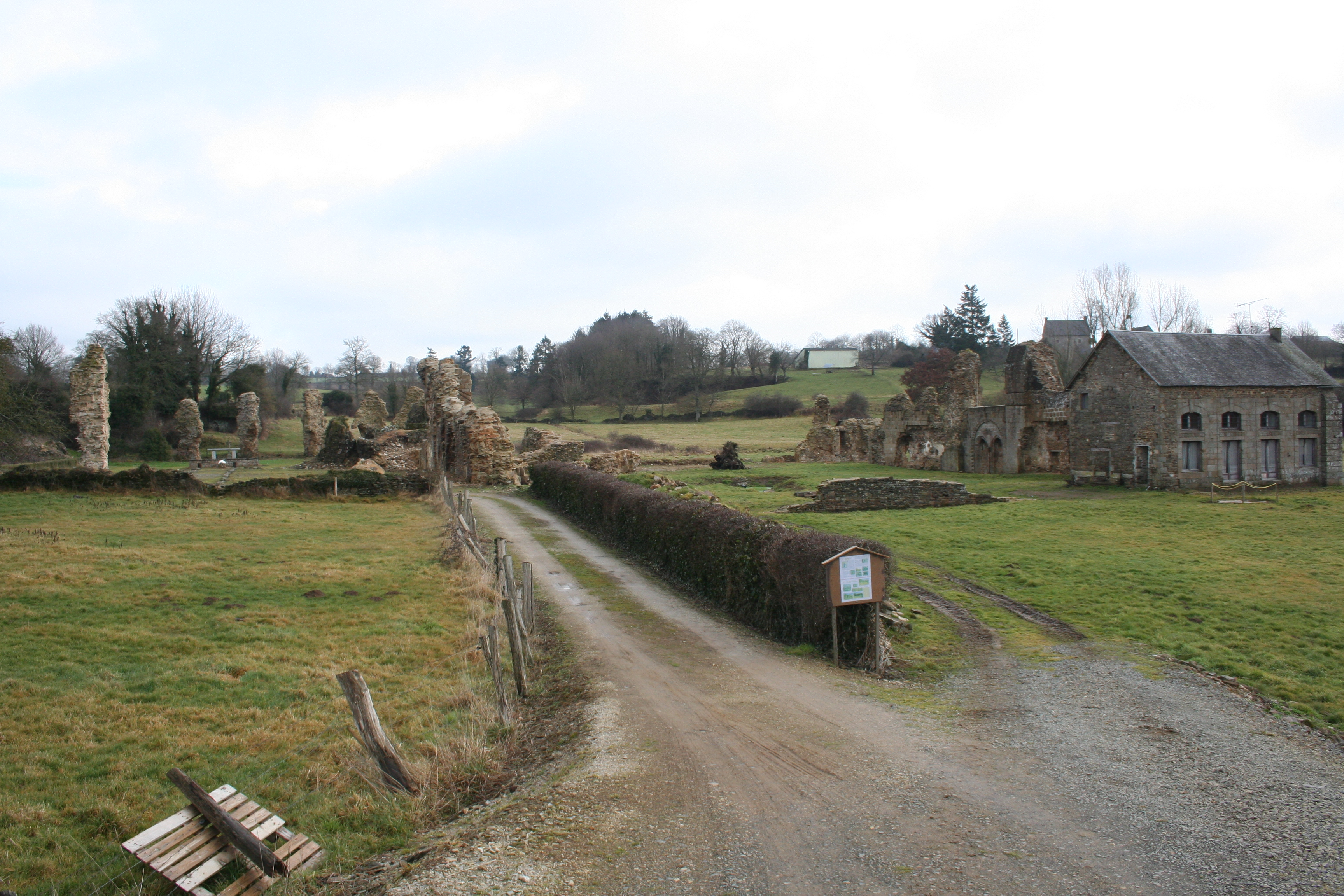
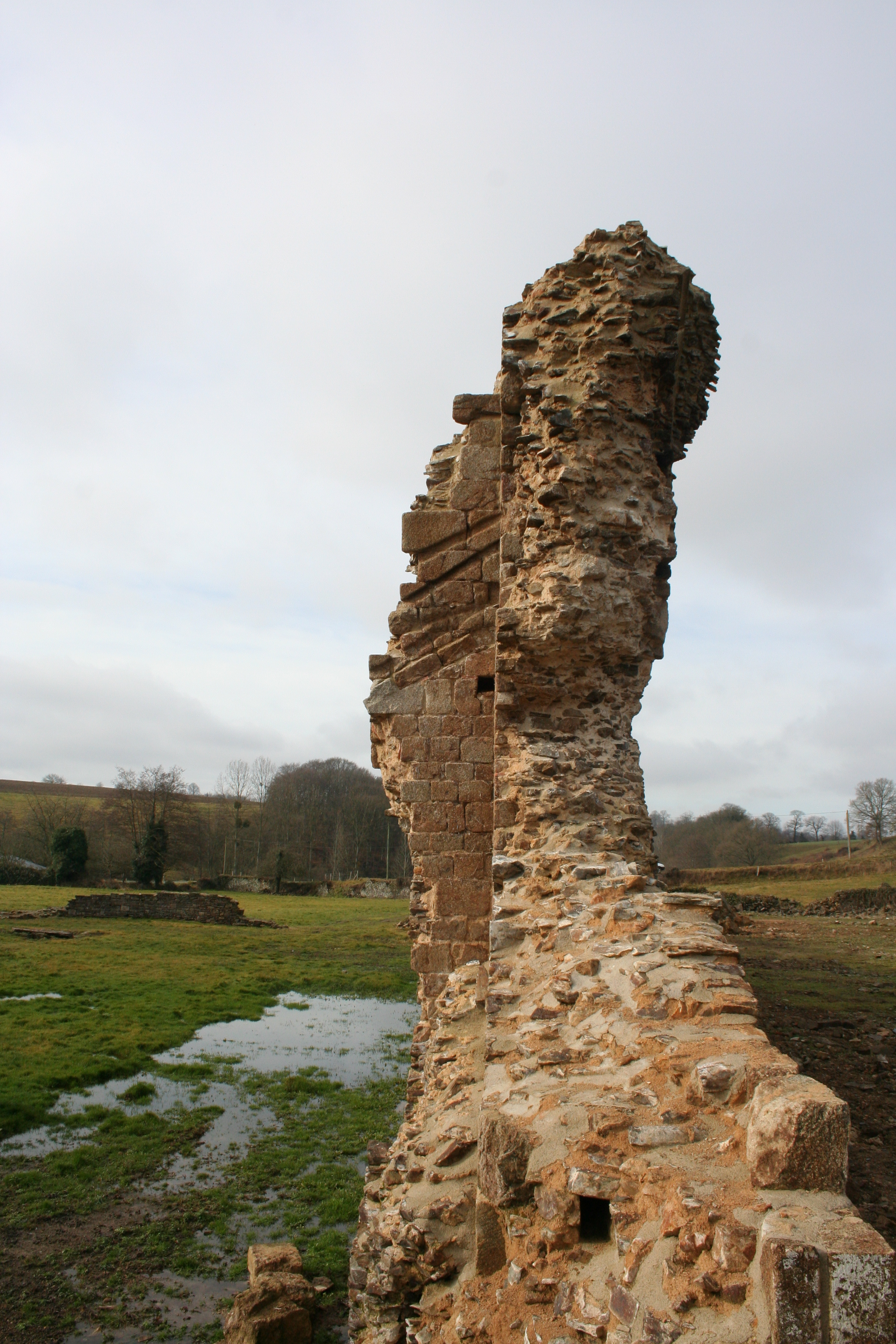
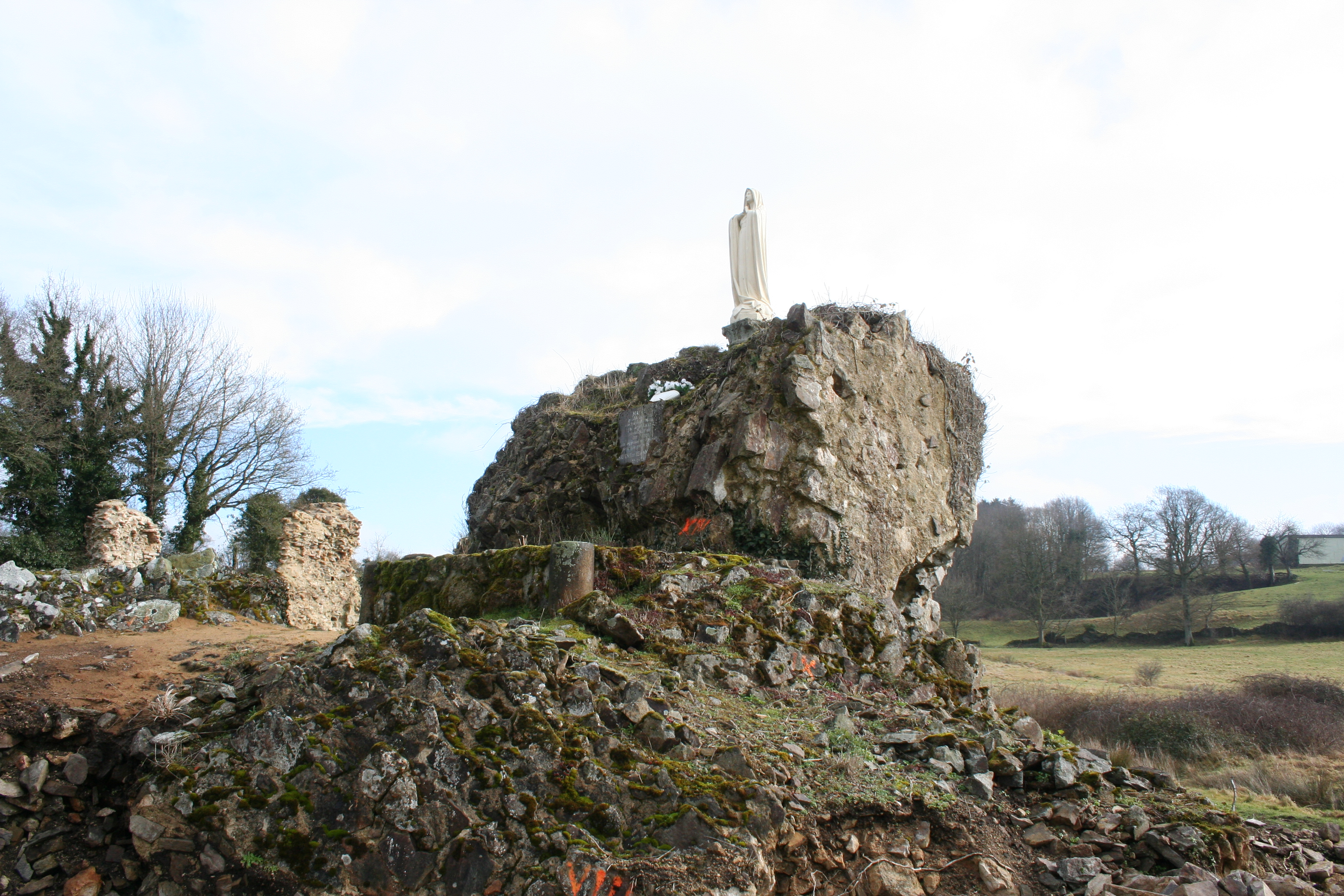
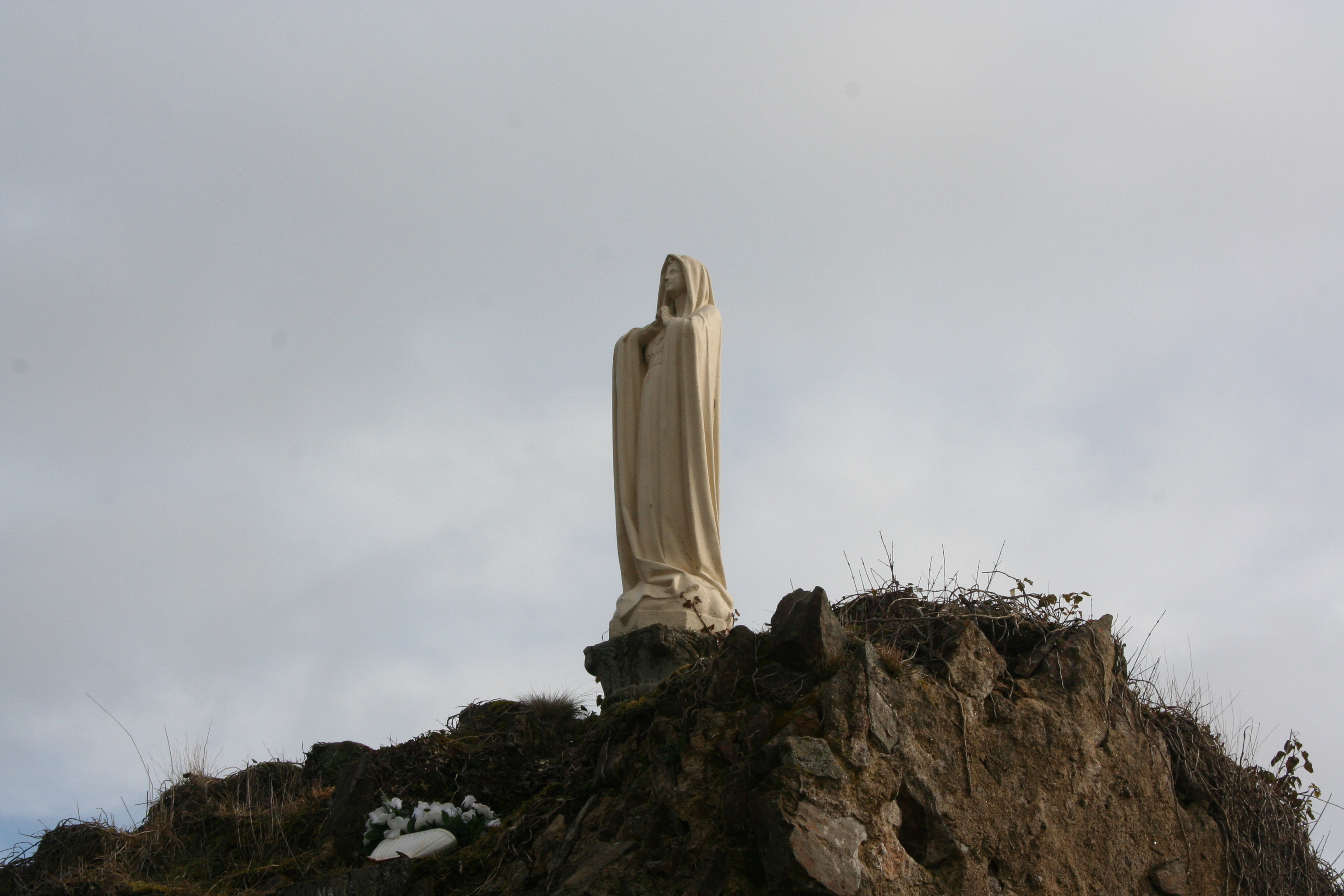
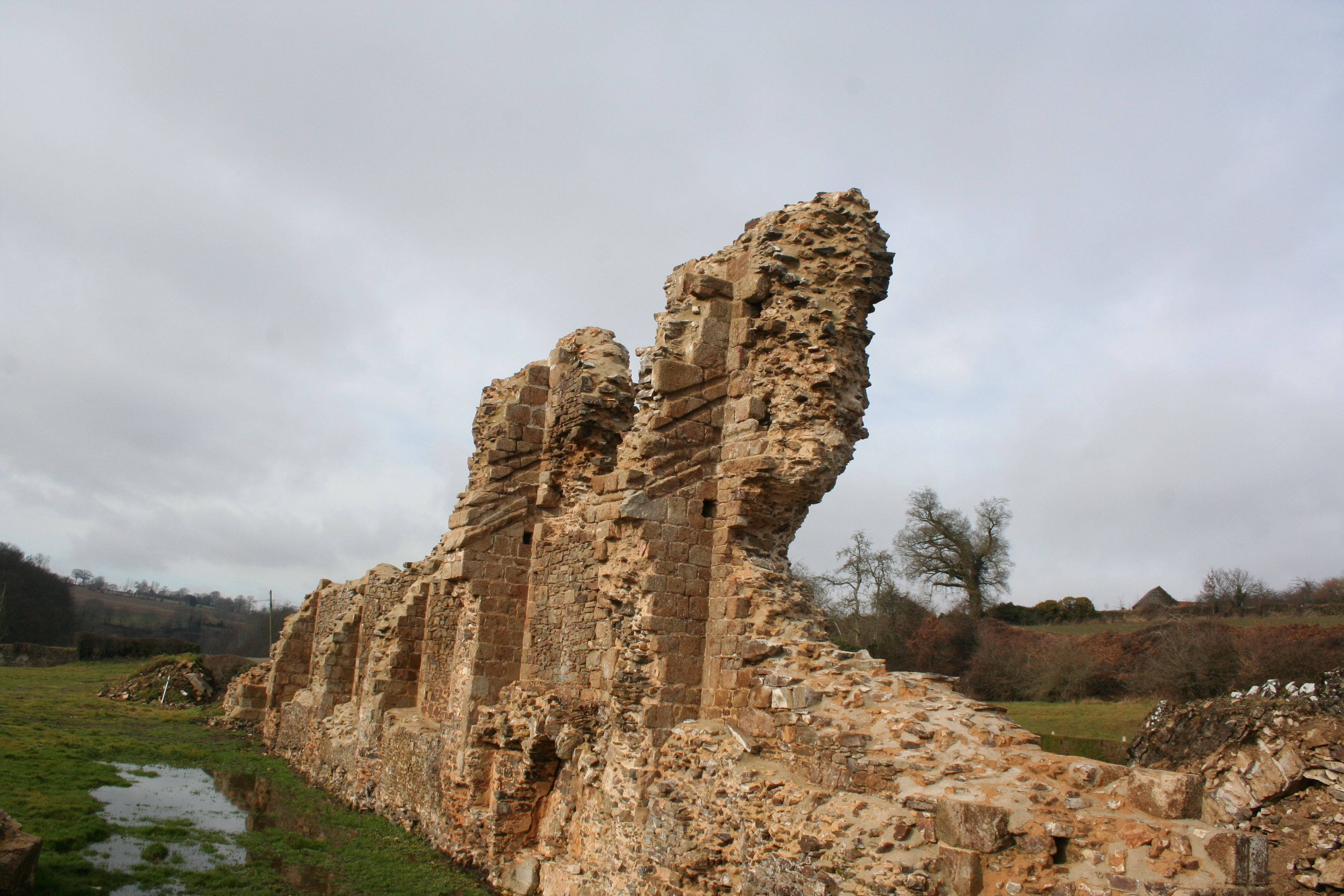
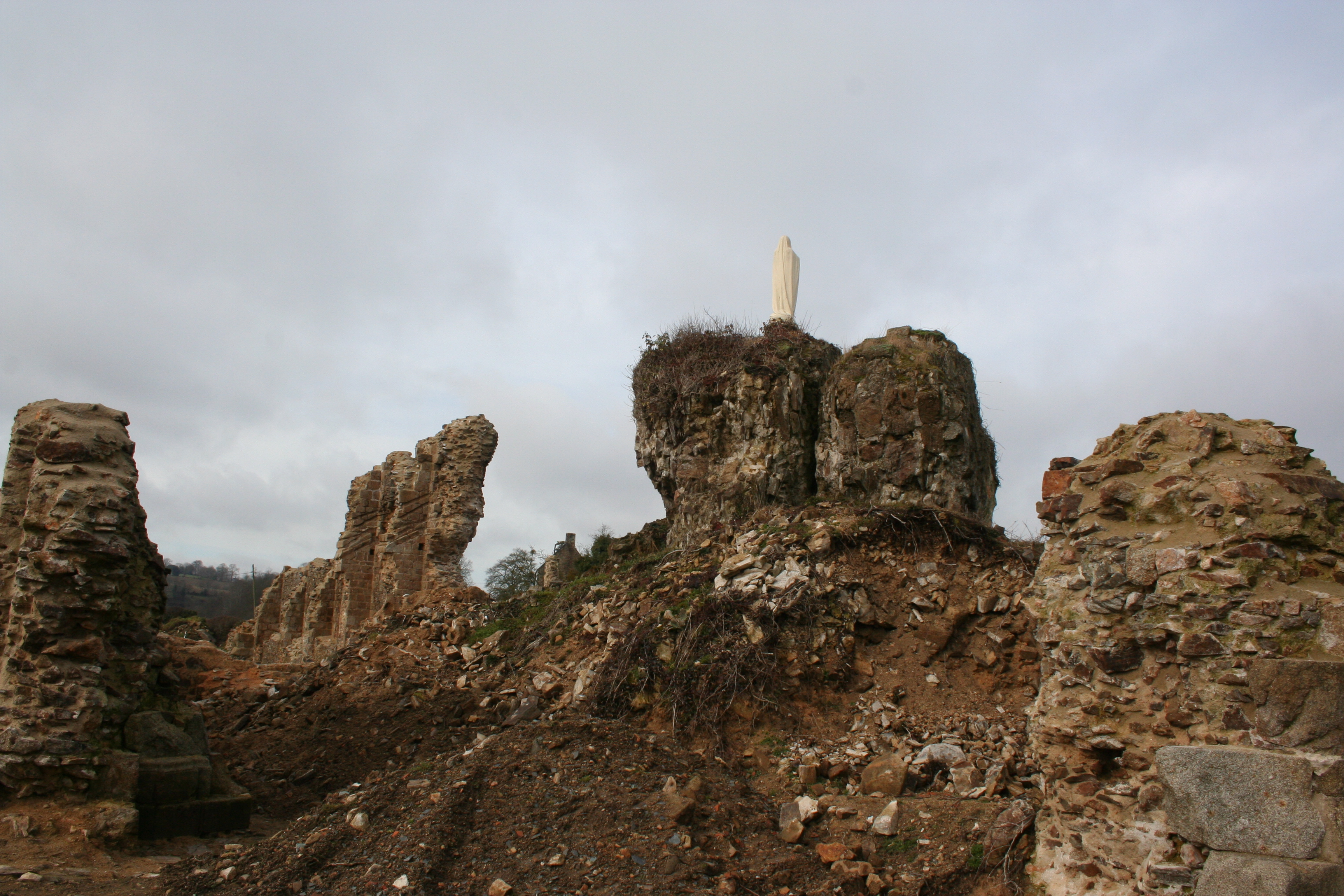
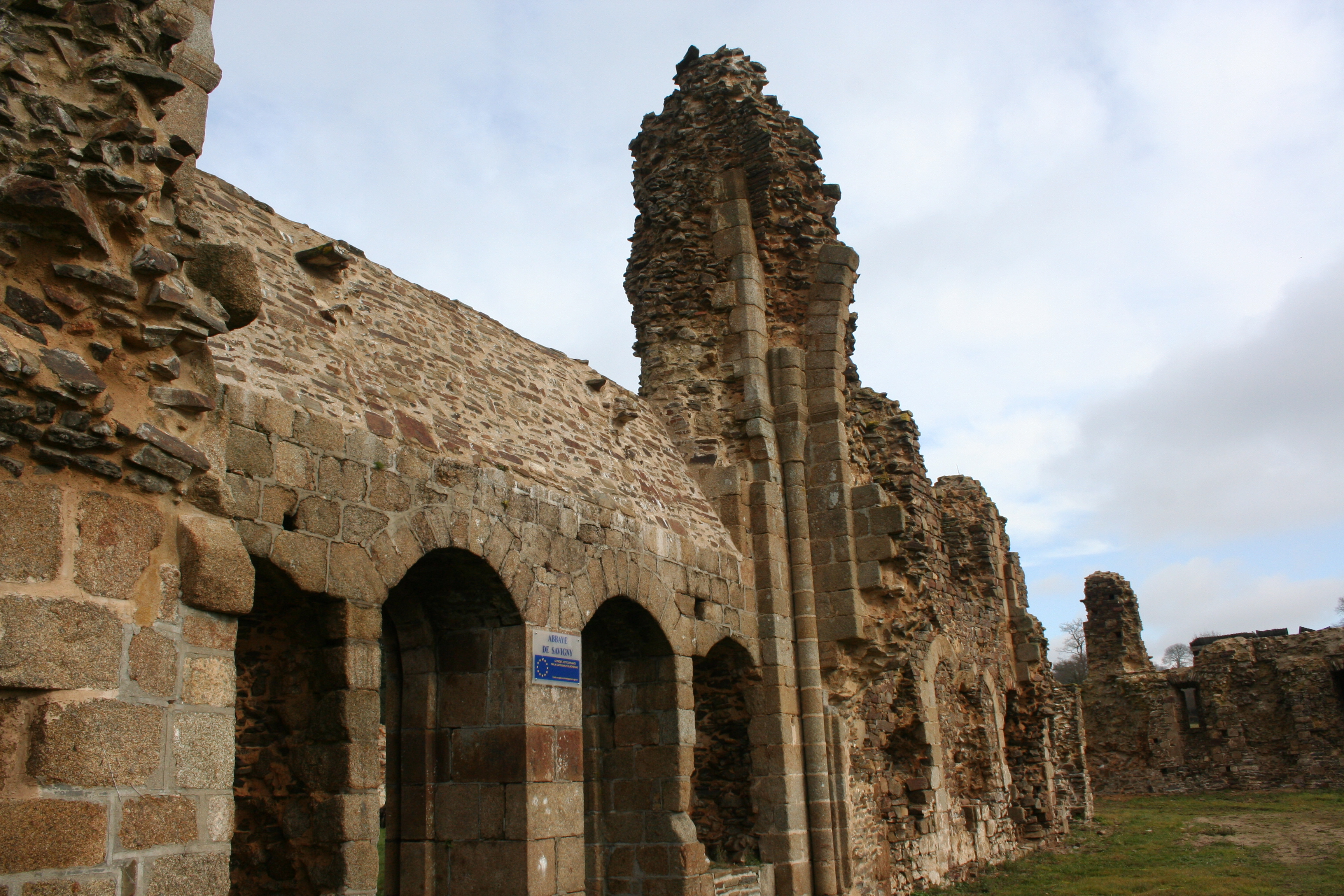
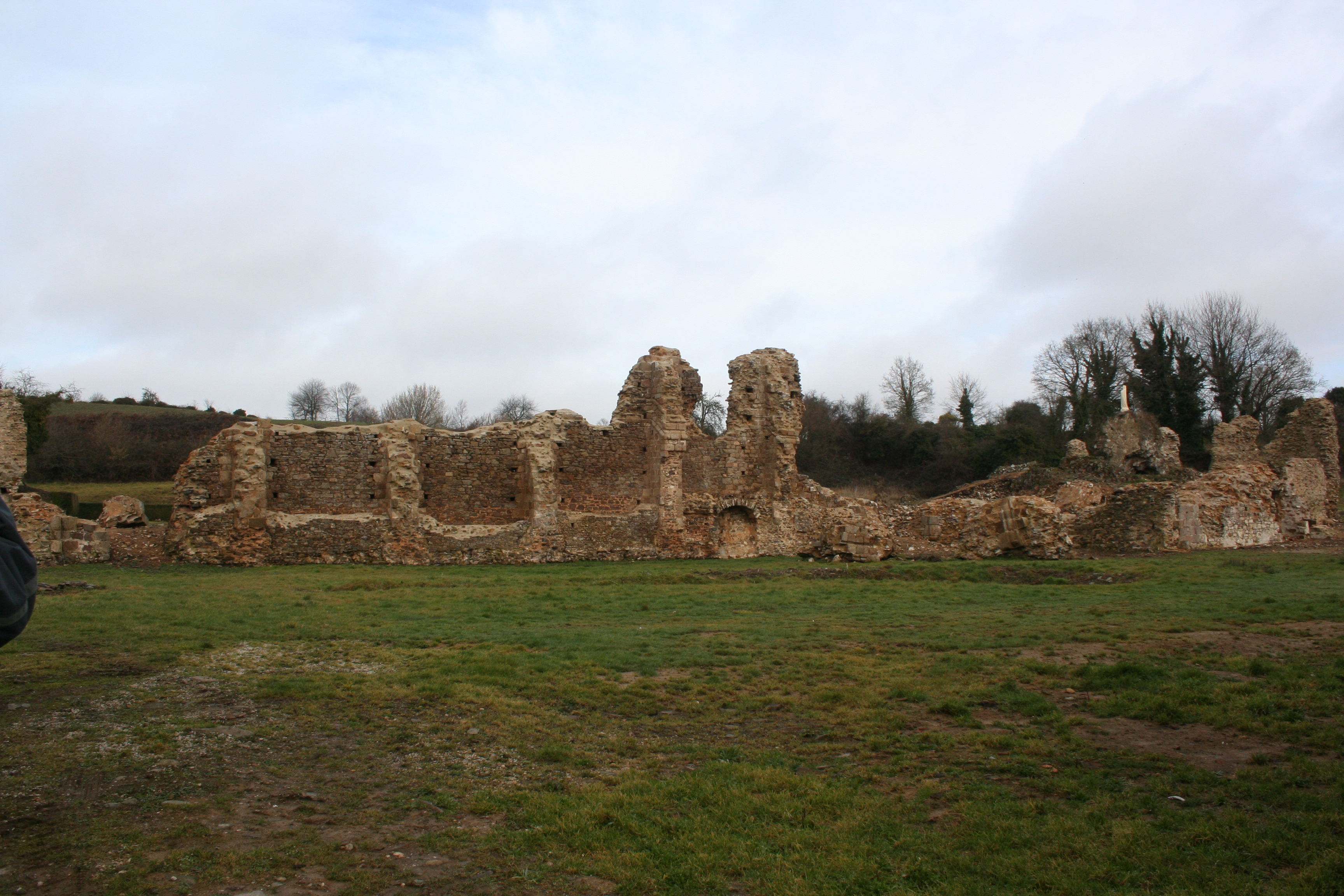

## Architettura
L'architettura era maestosa: la cuspide era alta 70 m, la superficie della chiesa abbaziale raggiungeva i 3256 m², vi erano 15 altari, 76 vetrate e 3 rosoni di 6 m.